# 청쿵그룹

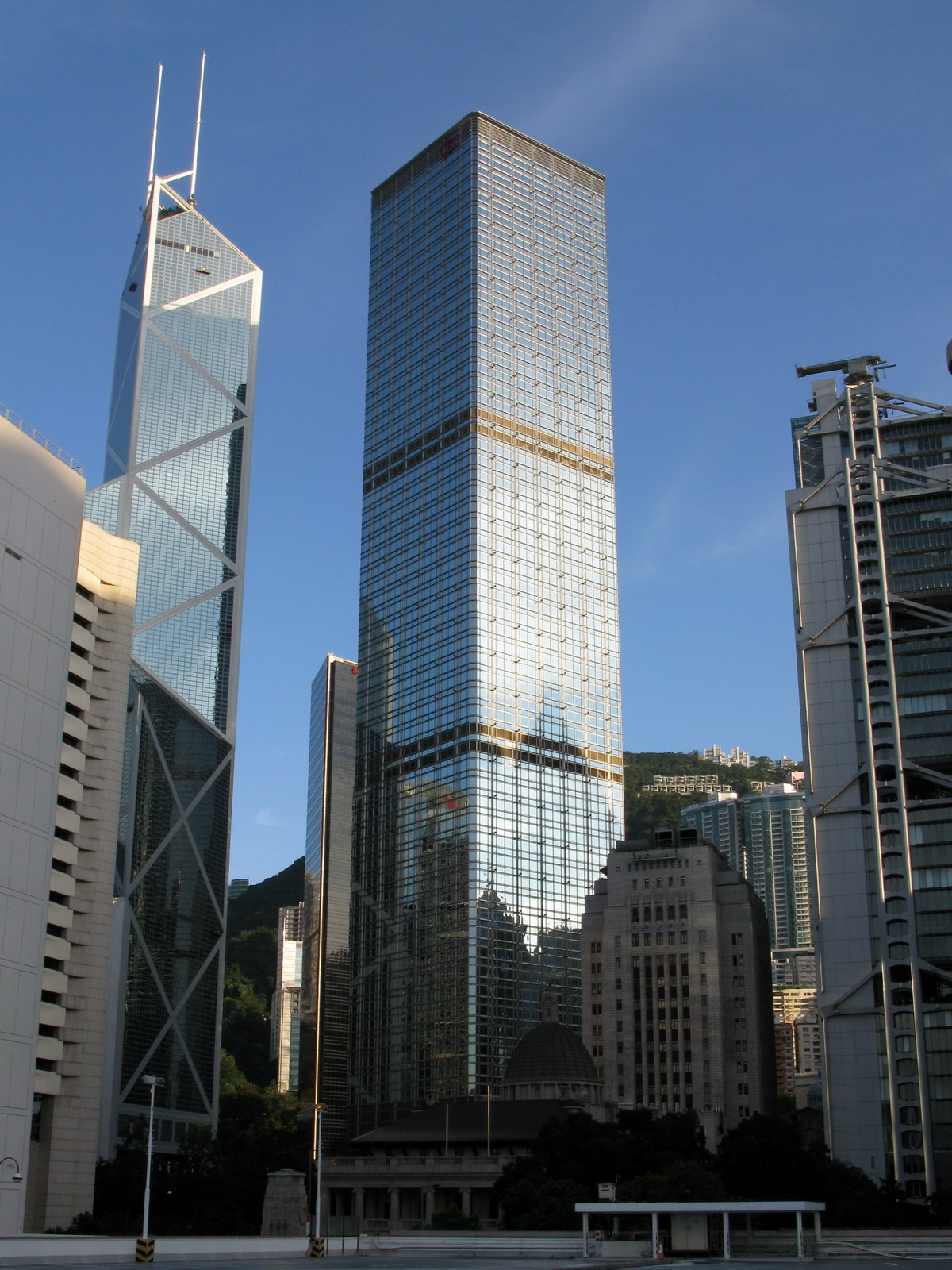

청쿵그룹(長江實業(集團)有限公司, Cheung Kong (Holdings) Limited)은 홍콩 최대의 기업이었다.

## 개요
리카싱이 1949년에 플라스틱 공장을 만들어 조화를 생산했다. 이 제품이 '홍콩 플라워'로 크게 히트치면서 기업이 성장했다. 1958년에 부동산 기업으로 변신했다. 1972년에 홍콩 증권거래소에 상장했다. 사업 분야는 부동산 개발, 투자, 호텔 경영, 증권 투자 등이다. 2011년말 현재 총자산은 3,731억 8,600만 홍콩달러이다.
2015년 허치슨 왐포아와 합병해 CK 허치슨 홀딩스가 되었다.

## 같이 보기
- 3세대 이동 통신